# MAKE-UP
MAKE-UP（メイクアップ）は、日本のロックバンド。
アニメ『聖闘士星矢』の主題歌「ペガサス幻想」のヒットで有名。
多くの作品が未CD化や廃盤のため入手困難であったが、2004年にリリースされたBOX SET『MEMORIES OF BLUE』によって復刻された。
その後はHARD ROCK SUMMITへの参加や、劇場版『聖闘士星矢 天界編 序奏〜overture〜』の主題歌を担当するのみで活動は稀だったが、2009年に再結成することを発表した。

## 来歴
- 1983年にMAKE-UP結成。「MAKE-UP」という名前は、元はLOUDNESSの高崎晃と樋口宗孝がやっていたバンドの名前だったが、それを松澤浩明が譲り受ける。
- 1984年に樋口宗孝がプロデュースしたデビュー・アルバム『HOWLING WILL』をリリース。
- 1987年、MAKE-UP解散。
- 2009年1月11日の『ANIME JAPAN FES 2009 冬の陣』にて、再結成を発表した。メンバーは、山田信夫（NoB）、河野陽吾、松澤浩明。『ペガサス幻想 (2009)/永遠ブルー (2009)』をリリースし、東京会場および大阪会場にて限定販売。
- 2010年11月18日に聖闘士星矢の主題歌「ペガサス幻想」の作曲者だったギタリストの松澤浩明が心筋梗塞のため死去。50歳没。
- 2025年8月9日午後1時39分、山田信夫（NoB）が腎臓がんのため死去。61歳没[2]。

## メンバー
- ボーカル : 山田信夫 (NoB)
- ギター : 松澤浩明
- キーボード : 河野陽吾
- ベース : 池田育義
- ドラムス : 豊川義弘 後にグランドスラムに参加。

## ディスコグラフィ

### シングル
- FOX ON THE RUN／SEKIGAHARA （1984年10月21日）
- FIND OUT：Remixed Long Version （1985年6月21日）
- GET THE HERO／GO FOR TOMORROW （1986年9月21日）
- ペガサス幻想/永遠ブルー （1986年10月21日）
- ペガサス幻想 2009 ver./永遠ブルー 2009 ver. （2009年1月7日）
- ペガサス幻想 ver.Ω （2012年7月11日） ※『MAKE-UP feat.中川翔子』名義。

### アルバム
- HOWLING WILL （1984年4月1日）
- STRAIGHT LINER （1984年10月21日）
- BORN TO BE HARD （1985年5月21日）
- ROCK LEGEND OF BOYS AND GIRLS （1985年12月21日）
- GLORY DAYS〜MAKE-UP BEST COLLECTION （1989年8月1日）
- ROCK JOINT BAZZAR （1993年3月21日）
- MAKE-UP 20TH ANNIVERSARY MEMORIES OF BLUE DAYS （2004年12月1日）
- The Voice From Yesterday （2009年12月16日）
- GOLDEN☆BEST MAKE-UP （2012年10月31日）

#### 聖闘士星矢関連
- 聖闘士星矢 ヒット曲集 （1986年12月21日）
- 聖闘士星矢 1996 SONG COLLECTION （1996年3月20日）
- 聖闘士星矢 コンプリート・ソング・コレクション （2002年11月21日）
- 劇場版 聖闘士星矢 天界編 序奏 オリジナルサウンドトラック （2004年3月17日）
- 聖闘士星矢 主題歌&BEST （2006年6月21日）
- 聖闘士星矢 ETERNAL CD-BOX （2008年7月30日）
- 聖闘士星矢 SONG BEST （2012年10月31日、ver.Ωも収録）
- 聖闘士星矢Ω Song Collection （2013年12月25日、ver.Ωも収録）

### その他
- 星を護る者

映画『天装戦隊ゴセイジャー エピックON THEムービー』主題歌。リアルメディア商品としては『天装戦隊ゴセイジャー「てんそうCDブック」』（2010年7月21日）にフルサイズ版が初収録。後に『天装戦隊ゴセイジャー 全曲集 スーパーソングスダイナミック!』（日本コロムビア）にもフルサイズ版が収録。MAKE-UPのシングルおよびアルバムへの収録予定は未発表。

## 関連情報
- 松澤浩明の息子であるGAKは現在、ヴィジュアル系ロックバンド「Purple Stone」にてギタリスト／コンポーザー／アレンジャーとして活動中。